# Мелас, Павлос
Па́влос Мела́с (греч. Παύλος Μελάς; 29 марта 1870 — 13 октября 1904) — греческий офицер-артиллерист и один из руководителей борьбы за воссоединение Македонии с Грецией.

## Биография

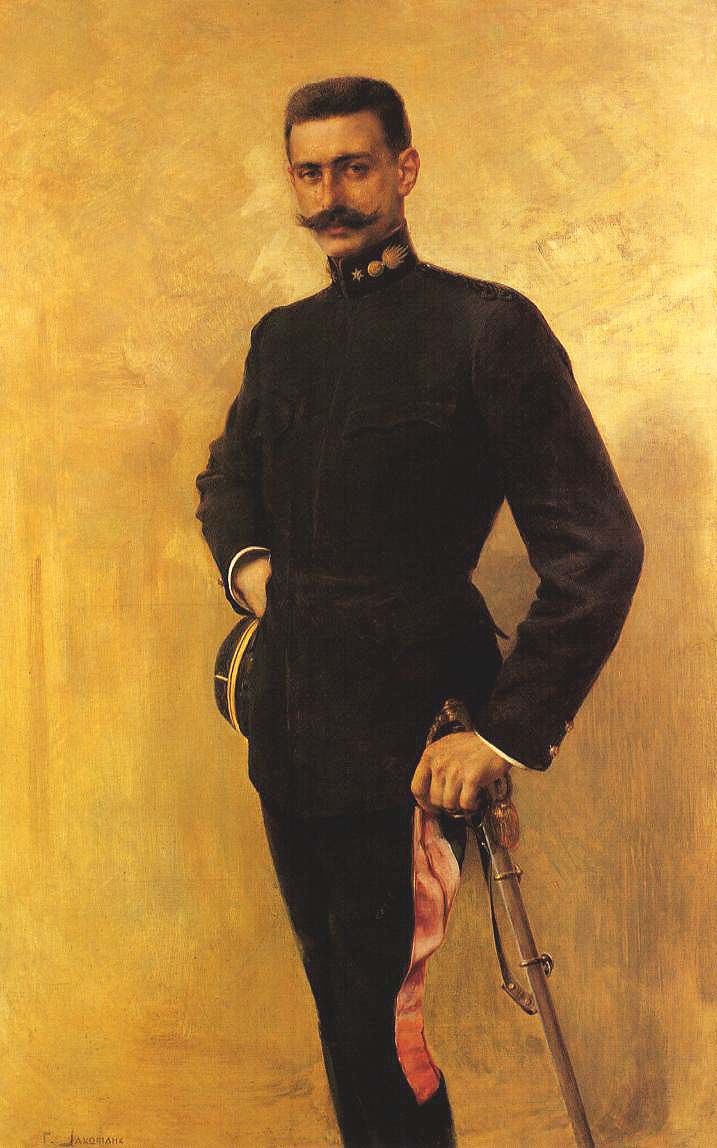
Художник Георгиос Яковидис. Портрет Павлоса Меласа

Родился в Марселе. Происхождение семьи из Северного Эпира. После возвращения семьи в Афины окончил Военное училище и получил звание лейтенанта-артиллериста в 1891 году. Тяжело пережив исход греко-турецкой войны 1897 года, вступил в 1900 году в Македонский комитет для защиты греческого населения Македонии от действий болгарских четников.
В феврале 1904 г. Мелас ещё с 4 офицерами тайно прибыл в Македонию для изучения создавшейся ситуации. Вернулся в Македонию в июле того же года, под именем торговца Петрос Дедес и встретился в Салониках с другими македономахами, после чего вернулся в Афины.
18 августа Мелас, под именем капитан Микис Зезас, во главе отряда 35 бойцов из македонян, маниатов и критян вошёл в Македонию и приступил к координации военных действий против болгарских четников в районах Монастира и Касториа.
Турецкие власти, получив соответствующую информацию, выслали многочисленный военный корпус. Несмотря на преследования оттоманской армии, Мелас начал ликвидацию болгарских отрядов.
Но 13 октября 1904 года он был окружён турецким отрядом в 150 солдат.
После двухчасового боя Мелас приказал прорываться. В ходе прорыва он был смертельно ранен. Его голова была отрезана его же соратниками и погребена в церкви Агиа Параскеви, в деревне Писодери, тело было передано турками Митрополиту Кастории Герману (Каравангелису) и погребено в византийском храме города.

## Роль Меласа в борьбе за Македонию
Мелас был первым греческим офицером, павшим в борьбе за Македонию, и его смерть вызвала приток добровольцев в партизанские отряды Македонии, как из местного греческого населения так и из Греческого королевства.
И в греческой и в болгарской историографии Мелас упоминается как один из основных участников борьбы за Македонию.
Борьба македономахов продолжилась до 1908 г. и затихла после младо-турецкой революции. Лишь в 1912 году, в ходе Первой Балканской войны, большая часть исторической Македонии была освобождена греческой армией. В знак признания вклада Меласа в борьбу за воссоединение Македонии, сегодня его имя носит деревня где он погиб и множество памятников в его честь установлено по всей Македонии и в Афинах.

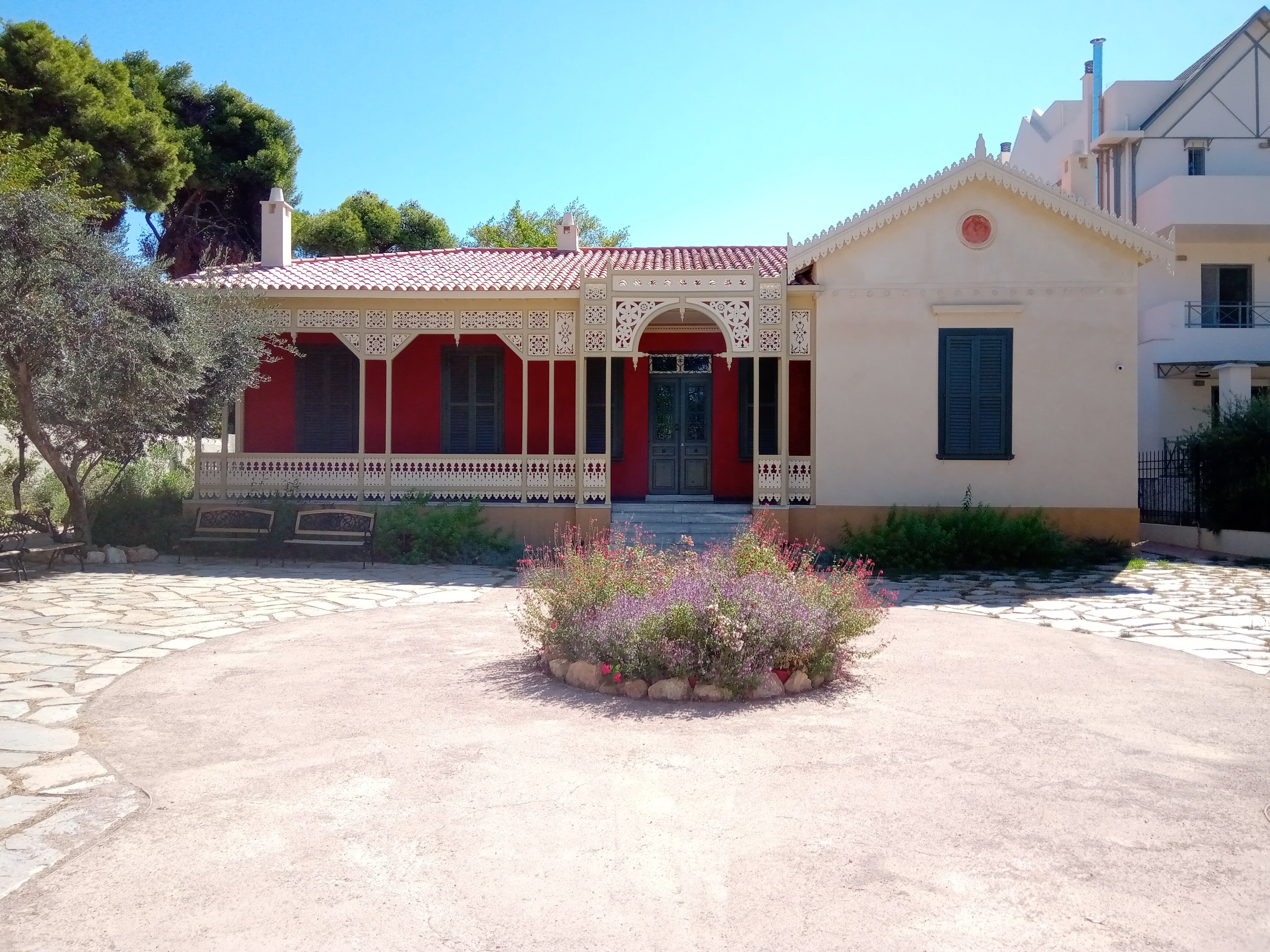
Дом Меласа в Кифисии, отреставрированный в 2021 году

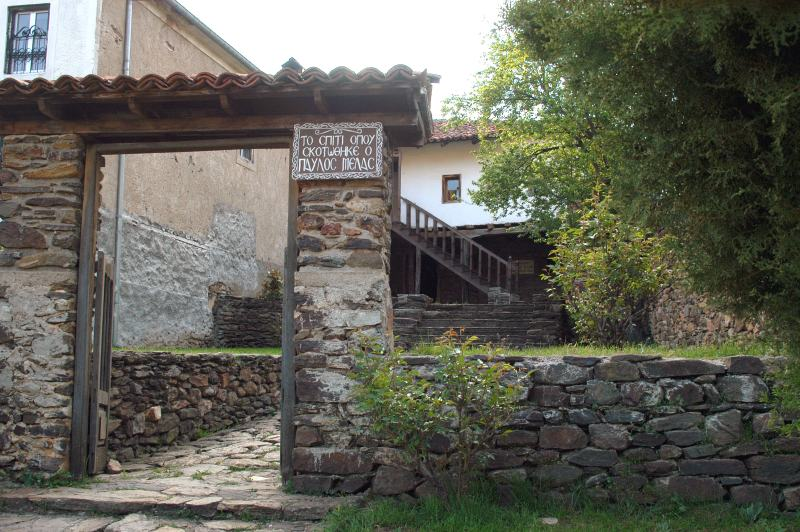
В доме, где был убит Мелас в Статисте, сегодня находится музей Павлоса Меласа

## Брак и дети

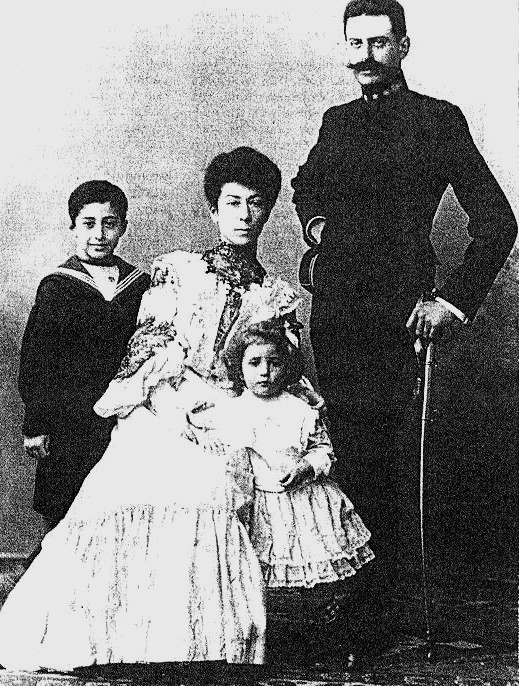
Павлос Мелас с женой Натальей, сыном Михаилом и дочерью Зоей

В 1892 году женился на Наталье Драгумис (1872 – 1973), дочери Стефаноса Драгумиса. В браке родилось двое детей:
- Михаил (1894-1950), греческий политик, адъютант короля Греции Александра I, полковник, женат, дочь Наталья (1923-2019) и сын Павлос
- Зоя (1898-1996), химик, замужем, 1 ребенок